# Stiftung Klimawald
La Stiftung Klimawald (en français : Fondation Climat Forêt) est une association humanitaire de droit civil allemande reconnue le 6 septembre 2010 par le ministère de l'Intérieur du Schleswig-Holstein.

## Description
Son siège social est à Aukrug. Le but de l'association est de permettre le développement des forêts pour lutter contre les changements climatiques par l'apport de dioxyde de carbone par les arbres. Elle s'occupe ainsi de l'entretien et de la protection des zones forestières existantes ainsi que de l'éducation sur le changement climatique (en particulier par rapport à des mesures plus significatives pour les obligations d'émission) et soutient des projets destinés à la jeunesse et aux autres associations écologiques. 
Fondée par Franz Isfort, Alf Jark et Martin Grikschat, l'association a pour ambassadeurs Arved Fuchs, Mojib Latif (en), Juliane Rumpf et Tim Scherer.